# Tschechowo (Kaliningrad)
Tschechowo (russisch Чехово, deutsch Uderwangen) ist ein Ort in der russischen Oblast Kaliningrad. Er liegt im Nordosten des Rajon Bagrationowsk und gehört zur kommunalen Selbstverwaltungseinheit Stadtkreis Bagrationowsk.

## Geographische Lage

Uderwangen südöstlich von Königsberg i. Pr. und nördlich von Preußisch Eylau auf einer Landkarte von 1910.

Der Ort liegt in der historischen Region Ostpreußen, etwa 23 Kilometer südöstlich von  Königsberg (Kaliningrad) (Königsberg) und 22 Kilometer nordöstlich von Preußisch Eylau (Bagrationowsk).
Durch den Nordbereich des Ortes fließt der Frisching (russisch: Prochladnaja) auf seinem Weg zum Frischen Haff unweit von Uschakowo (Brandenburg).

## Geschichte
Ältere Ortsbezeichnungen sind Auderwangk und Uderwange; die ursprüngliche Bedeutung des Ortsnamens Uderwangen ist ‚Otterwald‘.
Uderwangen wurde im Jahre 1365 als Zinsdorf gegründet. Im Jahr 1785 wird Uderwangen als ein königliches Amt, Vorwerk und Dorf mit einer Kirche, einer Wassermühle, einer Windmühle und 58 Feuerstellen (Haushaltungen) bezeichnet. Um 1831 hatte das  Dorf Uderwangen (ohne das Vorwerk) 5569 Morgen Land, 27 landwirtschaftliche Betriebe, drei Krüge und 632 Einwohner; das ehemalige Domänen-Vorwerk Uderwangen, das 1823 in Erbpacht vergeben worden war, hatte über 783 Morgen Land und zwölf Einwohner.
Am 7. Mai 1874 wurde der Ort Namensgeber für den neu errichteten Amtsbezirk Uderwangen, der bis 1945 bestand und zum Landkreis Preußisch Eylau im Regierungsbezirk Königsberg der preußischen Provinz Ostpreußen gehörte.
In den Jahren 1885 und 1887 wurden Teile des Gutsbezirks Gauleden (Forst) in die Landgemeinde Uderwangen eingegliedert. 1910 zählte der Ort 1223 Einwohner.
Am 30. September 1928 schlossen sich die Landgemeinden Uderwangen und Unruh (russisch: Kertschenskoje) sowie die Gutsbezirke Eberswalde (Mochowoje) und Pilgrim (Soldatskoje) zur neuen Landgemeinde Uderwangen zusammen, die 1933 bereits 1321 und 1939 schon 1616 Einwohner zählte.
Gegen Ende des Zweiten Weltkrieges besetzte im Frühjahr 1945 die Rote Armee die Region. Nach Beendigung der Kampfhandlungen wurde Uderwangen zusammen mit dem nördlichen Ostpreußen von der Sowjetunion besatzungsrechtlich in eigene Verwaltung genommen. 
Der Ort erhielt 1947 nach dem russischen Schriftsteller Anton Pawlowitsch Tschechow den – mehrfach vorkommenden – Namen Tschechowo Gleichzeitig wurde der Ort in den Dorfsowjet Marijski selski Sowet eingeordnet. Seit 1950 war Tschechowo selber Sitz eines Dorfsowjets. Von 2008 bis 2016 gehörte Tschechowo zur Landgemeinde Gwardeiskoje selskoje posselenije und seither zum Stadtkreis Bagrationowsk.

### Amtsbezirk Uderwangen (bis 1945)
Uderwangen war zwischen 1874 und 1945 Amtsdorf und namensgebender Ort eines Amtsbezirks, zu dem sich anfangs vier Landgemeinden und drei Gutsbezirke zusammenschlossen und in den am 1. Januar 1945 noch sechs Gemeinden eingegliedert waren:
| Name (bis 1946) | Russischer Name nach 1945 | Bemerkungen                                       |
| --------------- | ------------------------- | ------------------------------------------------- |
| Landgemeinden:  |                           |                                                   |
| Frisching       | Prochladnoje              |                                                   |
| Trinkheim       | Wyssokoje                 |                                                   |
| Uderwangen      | Tschechowo                |                                                   |
| Unruh           | Kertschenskoje            | 1928 in die Landgemeinde Uderwangen eingegliedert |
| Gutsbezirke:    |                           |                                                   |
| Eberswalde      | Mochowoje                 | 1928 in die Landgemeinde Uderwangen eingegliedert |
| Liebenau        | NN.                       | 1928 in die Landgemeinde Frisching eingegliedert  |
| Pilgrim         | Soldatskoje               | 1928 in die Landgemeinde Uderwangen eingegliedert |

Im Jahre 1930 wurden die Orte Ackerau (russisch: Armeiskoje) aus dem Amtsbezirk Blankenau (Jerschowo) sowie Lewitten (Soldatskoje) aus dem Amtsbezirk Groß Lauth (Newskoje) und 1937 auch Thomsdorf (Solnetschnoje) aus dem Amtsbezirk Wittenberg (Niwenskoje) in den Amtsbezirk Uderwangen umgegliedert, der am 1. Januar 1945 aus den Gemeinden Ackerau (Armeiskoje), Frisching (Prochladnoje), Lewitten (Soldatskoje), Thomsdorf (Solnetschnoje), Trinkheim (Wyssokoje) und Uderwangen (Tschechowo) bestand.

### Tschechowski selski Sowet/okrug 1950–1959 und 1966–2008
Der Dorfsowjet Tschechowski selski Sowet (ru. Чеховский сельский Совет) wurde am 7. Oktober 1950 als Nachfolger des Marijski selski Sowet eingerichtet. Er befand sich zunächst im Rajon Kaliningrad. Nach der Auflösung dieses Rajons im Jahr 1959 wurde der Dorfsowjet innerhalb des zu dieser Zeit bis an den Pregel reichenden Rajon Bagrationowsk in den Lugowskoi selski Sowet umgewandelt. Nachdem im Jahr 1965 der Rajon Gurjewsk (wieder) erweitert wurde, wurden innerhalb des Rajons Bagrationowsk der Südteil des Lugowskoi selski Sowet zusammen mit einigen Orten, die ursprünglich zum Tischinski selski Sowet und zwischenzeitlich zum Gwardeiski selski Sowet gehörten, am 26. Dezember 1966 erneut zu einem Dorfsowjet Tschechowski selski Sowet zusammengefasst. Nach dem Zerfall der Sowjetunion bestand die Verwaltungseinheit als Dorfbezirk Tschechowski selski okrug (ru. Чеховский сельский округ). Im Jahr 2008 wurden die verbliebenen acht Orte des Dorfbezirks in die neu gebildete Landgemeinde Gwardeiskoje selskoje posselenije eingegliedert.
| Ortsname                    | Name bis 1947/50         | Bemerkungen |
| --------------------------- | ------------------------ | --- |
| Iljuschino (Ильюшино)       | Bönkeim und Johannisberg | Der Ort wurde 1947 umbenannt und gehörte zunächst zum Dorfsowjet Tischinski.                                                      |
| Kertschenskoje (Керченское) | Unruh                    | Der Ort wurde 1950 umbenannt und gehörte zunächst zum Dorfsowjet Marijski. Er wurde vor 1975 an den Ort Tschechowo angeschlossen. |
| Marijskoje (Марийское)      | Weißenstein              | Der Ort wurde 1947 umbenannt und war zunächst der Verwaltungssitz des Dorfsowjets Marijski.                                       |
| Minino (Минино)             | Bögen und Skoden         | Der Ort wurde 1947 umbenannt und gehörte zunächst zum Dorfsowjet Tischinski.                                                      |
| Nowosjolki (Новосёлки)      | Klein Waldeck            | Der Ort wurde 1947 umbenannt und gehörte zunächst zum Dorfsowjet Tischinski.                                                      |
| Ossokino (Осокино)          | Groß Waldeck             | Der Ort wurde 1947 umbenannt und gehörte zunächst zum Dorfsowjet Tischinski.                                                      |
| Prochladnoje (Прохладное)   | Frisching                | Der Ort wurde 1950 umbenannt und gehörte zunächst zum Dorfsowjet Marijski. Er wurde vor 1975 verlassen.                           |
| Solnetschnoje (Солнечное)   | Thomsdorf                | Der Ort wurde 1947 umbenannt und gehörte zunächst zum Dorfsowjet Marijski.                                                        |
| Tischino (Тишино)           | Abschwangen              | Der Ort wurde 1947 umbenannt und war zunächst der Verwaltungssitz des Dorfsowjets Tischinski.                                     |
| Tschechowo (Чехово)         | Uderwangen               | Verwaltungssitz |
| Wyssokoje (Высокое)         | Trinkheim                | Der Ort wurde 1950 umbenannt und gehörte zunächst zum Dorfsowjet Marijski. Er wurde vor 1988 verlassen.                           |

Von 1950 bis 1959 gehörte vermutlich auch der 1947 umbenannte Ort Partisanskoje (Schönmohr), der zunächst zum Marijski selski Sowet gehört hatte, zum Tschechowski selski Sowet. Später gelangte er dann in den Niwenski selski Sowet.

## Kirche

Kirchturm der Dorfkirche Uderwangen um etwa 1895

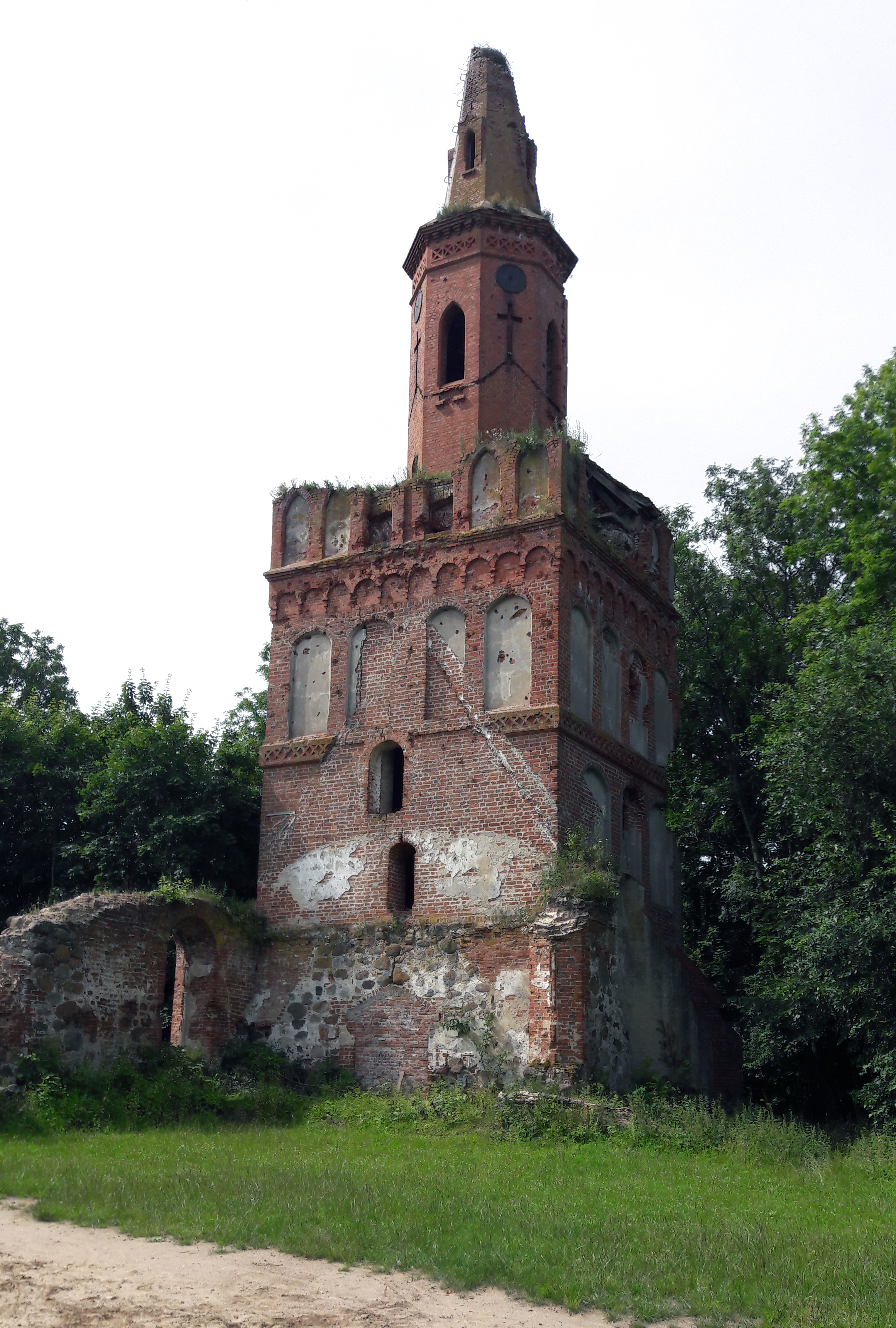
Turmruine (2017)

### Kirchengebäude
Bei der Uderwangener Kirche handelt es sich um einen niedrigen verputzten Feldsteinbau, der zusammen mit dem Turmuntergeschoss im 14. Jahrhundert entstand. Der Anbau des Chores und der Sakristei erfolgte im 16. Jahrhundert, während das neogotische Turmobergeschoss mit dem Ackerfries erst 1876 aufgesetzt wurde.
Kriegsbedingt erlitt die Kirche 1914 und 1945 Schäden. Aber erst auf Veranlassung der örtlichen Kolchose wurde sie 1985 bewusst zerstört, um Baumaterial zu gewinnen.
Heute steht von dem ganzen Gebäude nur noch die Turmruine, die provisorisch vor dem Verfall gesichert wurde.

### Kirchengemeinde
Uderwangen war ein altes Kirchdorf und bestand als solches bereits in vorreformatorischer Zeit. Mit dem Einzug der Reformation blieb der Ort Pfarrdorf und gehörte lange zur Inspektion des Königsberger Oberhofpredigers. Bis 1945 war es dann in den Kirchenkreis Preußisch Eylau (russisch: Bagrationowsk) innerhalb der Kirchenprovinz Ostpreußen der Kirche der Altpreußischen Union eingegliedert.
Zur Zeit der Sowjetunion kam das kirchliche Leben zum Erliegen. Erst in den 1990er Jahren entstanden in der Oblast Kaliningrad wieder evangelische Gemeinden, von denen die in Gwardeiskoje (Mühlhausen) Tschechowo am nächsten liegt. Sie ist eine Filialgemeinde der Auferstehungskirche in Kaliningrad (Königsberg) und gehört zur Propstei Kaliningrad der Evangelisch-lutherischen Kirche Europäisches Russland (ELKER).

### Kirchspielorte
Bis 1945 gehörten zum Kirchspiel Uderwangen 16 Orte:
| Deutscher Name                    | Russischer Name |  | Deutscher Name  | Russischer Name |
| --------------------------------- | --------------- |  | --------------- | --------------- |
| * Ackerau                         | Armeiskoje      |  | Liebenau        | NN.             |
| Dichtenwalde                      | Semjonowo       |  | Moddien         | Nekrassowo      |
| Eberswalde Kreis Preußisch Eylau  | Mochowoje       |  | Pilgrim         | Soldatskoje     |
| * Frisching Kreis Preußisch Eylau | Prochladnoje    |  | Schneiderwinkel | NN.             |
| Groß Haferbeck                    | Komarowo        |  | * Thomsdorf     | Solnetschnoje   |
| Haferbeck (Forst)                 | NN.             |  | * Trinkheim     | Wyssokoje       |
| Kämmersbruch                      | NN.             |  | * Uderwangen    | Tschechowo      |
| * Lewitten                        | Soldatskoje     |  | Unruh           | Kertschenskoje  |

### Pfarrer
Von der Reformation bis zum Jahr 1945 amtierten in Uderwangen 25 evangelische Geistliche:
- Johann Kostett, 1541/1545
- Georg Kolbitz, ab 1545
- Andreas Finkelthaus, bis 1566
- Paul Wagner, 1577–1587
- Johann Wilhelm Rohdius, bis 1621
- Albrecht Wegner d. Ä., 1627
- Albrecht Wegner d. J.
- Martin Frank, 1663–1667
- Johann Pancratius, 1667–1710
- Johann Wilhelm Pancratius, 1701–1710
- Nicolaus Friedrich Pöpping, 1710–1724
- Gottfried Thien, 1724–1739
- Johann Jacob Wagner, 1739–1750
- Johann Christoph Grube, 1750–1768
- Christian Friedrich Becker, 1768–1787
- Georg Ludwig Heroldt, 1797–1823
- August Theodor Siemienowski, 1824–1834
- Carl Heinrich Wilhelm Neumann, 1834–1843
- Hans Carl Eduard Räbel, 1843–1853
- Rudolf Ottomar Emil Kleist, 1853–1854
- Carl Ludwig Bandisch, 1854–1891[16], wirkte nebenamtlich als Kreis-Schulinspektor[17]
- Karl Rudolf A. Hering, 1892–1915
- Gottfried Wilhelm Steckel, 1915–1923
- Bruno Wiebe, 1924–1929
- Hans Buttgereit, 1930–1945

## Verkehr
Durch die Ortschaft verläuft die russische Fernstraße 27A-083 (ehemaligerussische A 196 bzw. deutsche Reichsstraße 131), die von Kaliningrad bis nach Krylowo (Nordenburg) verläuft und vor 1945 weiter bis nach Arys (heute polnisch: Orzysz) führte. In Tschechowo endet eine von Gwardeiskoje (Mühlhausen) (an der Fernstraße 27A-017 (ehemalige russische A 195 bzw. Reichsstraße 128) gelegen) über Tambowskoje (Vierzighuben und Karlshof) und Soldatskoje (Lewitten und Pilgrim) kommende Nebenstraße.
Bis 1945 war Uderwangen Bahnstation an der Bahnlinie von Königsberg (Kaliningrad) nach Angerburg (Węgorzewo), die aber nicht mehr in Betrieb ist.